# Cyber-Lip
Cyber-Lip (サイバーリップ, en japonais) est un jeu vidéo du type run and gun développé et édité par SNK en 1990 sur Neo-Geo MVS, Neo-Geo AES et en 1995 sur Neo-Geo CD (NGM / NGH 010),,.